# Michał Znaniecki
Michał Znaniecki (ur. 28 czerwca 1969 w Warszawie) – polski reżyser teatralny i operowy.

## Życiorys
Jak sam podaje na swojej oficjalnej stronie internetowej oraz w licznych biogramach, rozpoczął studia w warszawskiej PWST. Następnie studiował na Uniwersytecie w Bolonii u Umberta Eco oraz u Giorgio Strehlera w Teatro Piccolo di Milano. W wieku 24 lat zadebiutował w budynku mediolańskiej La Scali kameralnym spektaklem opartym na muzyce Monteverdiego.
Od połowy lat 90. reżyserował w teatrach operowych i dramatycznych we Włoszech, Francji, Irlandii i Polsce. W teatrze operowym oprócz pozycji repertuarowych („Don Pasquale”, „Carmen”, „Straszny dwór”, „Makbet”, „Simon Boccanegra”, „Bal maskowy”, „Otello”, „Rigoletto”) realizuje dzieła rzadkie i nieznane, jak „Maddalena” Prokofiewa, „Die Drei Pintos” Mahlera, „Ożenek” Musorgskiego, „Żydówka” Halevy’ego czy „Flaminio” Pergolesiego.
Wykładał w szkołach teatralnych we Włoszech. Jako wykładowca technik improwizacji powrócił do szkoły Teatro Piccolo di Milano. Zrealizował m.in. „Cyrano de Bergerac” w Walencji z Plácido Domingo w roli tytułowej, „Łucję z Lammermooru” Donizettiego w Operze Narodowej (jako reżyser i scenograf, 2008), „Lukrecję Borgię” Donizettiego również w Operze Narodowej (2009), „Samsona i Dalilę” Saint-Saënsa w Bolonii, Liège oraz Wrocławiu, „Włoszkę w Algierze” w Łodzi, „Ernaniego” Verdiego w Poznaniu oraz w Bilbao. „Pamiętnik zaginionego Janáčka” w Madrycie oraz Sewilli, „Don Giovanniego” z Mariuszem Kwietniem w Operze Krakowskiej. Otworzył sezon opery w Bilbao „Zamkiem Sinobrodego” Béli Bartóka.
We Wrocławiu czterokrotnie realizował megaprodukcje operowe na otwartym powietrzu („Napój miłosny” Donizettiego w 2007 roku na Pergoli, „Otello” Verdiego w 2008 roku na Wyspie Piaskowej, „Turandot” Pucciniego w 2010 i „Bal maskowy” Verdiego w 2012 roku na Stadionie Olimpijskim).
Parokrotnie odznaczony Złotą Maską (za Spektakl Roku 2007 musical „Dr Jekyll and Mr Hyde”, w 2009 za Reżyserię „Producentów” w Teatrze Rozrywki w Chorzowie, za Sepektakl Roku 2017 „Romeo i Julia” ). Odznaczony Medalem Regionu Puglia za osiągnięcia artystyczne w 2008 roku. „Eugeniusz Oniegin” Piotra Czajkowskiego w jego reżyserii (Bilbao 2011) otrzymał prestiżową nagrodę Fundacji Premios Líricos Teatro Campoamor (w Oviedo) za najlepszą produkcję premierową roku w Hiszpanii. Odznaczony przez Ministra Kultury i Dziedzictwa Narodowego srebrnym medalem „Zasłużony Kulturze Gloria Artis”. Cykl spektakli „Głos wykluczonych” realizowany przez niego z Fundacją Jutropera otrzymał Doroczną Nagrodę Ministra Kultury i Dziedzictwa Narodowego w 2016 roku, w dziedzinie upowszechniania kultury.
W 2008 roku Michał Znaniecki był p.o. dyrektora artystycznego Opery Narodowej w Warszawie. W latach 2009–2012, przez trzy sezony artystyczne, był dyrektorem Teatru Wielkiego im. St. Moniuszki w Poznaniu. Do ogłoszonego w 2012 roku przez Marszałka Województwa Wielkopolskiego konkursu na stanowisko dyrektora już nie przystąpił. Jest założycielem i dyrektorem Festival Opera Tigre w Argentynie, który odbywa się od 2013 roku na wyspie muzyk Kaiola Blue.
O swoim doświadczeniu teatralnym opowiada w: Złota klatka. Michał Znaniecki w rozmowie z Mateuszem Borkowskim (Kraków 2017).

## Życie prywatne
Syn aktorki Wandy Koczeskiej (1937–2008) i dziennikarza telewizyjnego Macieja Znanieckiego (1936–2002). Wnuk poety i prozaika Juliusza Znanieckiego (1908–1958) oraz prawnuk socjologa Floriana Znanieckiego (1882–1958). Jest partnerem Jona Paula Laki, hiszpańskiego ekonomisty i muzyka, z którym w 2013 zawarł w Hiszpanii związek małżeński.